# Breaking Point (película)
Breaking Point (Doble sospecha en España y Primera sospecha en Hispanoamérica) es una película canadiense de 1994 dirigida por Paul Ziller y protagonizada por Gary Busey, Kim Cattrall y Darlanne Fluegel.

## Argumentación
En Seattle vive un policía-detective llamado Dwight Meadows. Está retirado y tiene un pasado turbulento. Un día él se ve en la obligación de regresar a la acción para intentar atrapar a un asesino en serie apodado El Cirujano.

## Reparto
| Actor            | Personaje                      |
| ---------------- | ------------------------------ |
| Gary Busey       | Dwight Meadows                 |
| Kim Cattrall     | Allison Meadows                |
| Darlanne Fluegel | Dana Preston / Molly Carpenter |
| Jeff Griggs      | Greg Pike                      |
| Blu Mankuma      | Marv Lockhart                  |
| Leam Blackwood   | Arthur                         |
| Laurie Briscoe   | Lynn Vickers                   |

## Estreno
La película no se estrenó en España.

## Recepción
En el presente la producción cinematográfica ha sido valorada en portales cinematográficos en el Internet. En IMDb, con 619 votos registrados por parte de los usuarios, la película obtiene una media ponderada de 4,9 sobre 10. En cuanto a Rotten Tomatoes, los más de 50 votos registrados en el portal dieron a este filme una valoración media de 2,3 de 5. En cuanto al periódico La Vanguardia, los usuarios que dieron su opinión allí le dieron al filme una aprobación del 29%.